# Шавољ
Шавољ (слч. Šávoľ) насељено је мјесто са административним статусом сеоске општине (слч. obec) у округу Лучењец, у Банскобистричком крају, Словачка Република.

## Становништво
| Година:    | 1994. | 2004.   | 2014.   | 2024.   |
| ---------- | ----- | ------- | ------- | ------- |
| Број људи: | 554   | 582     | 561     | 596     |
| Разлика:   |       | +5,05 % | -3,60 % | +6,23 % |

| Година:    | 2023. | 2024.   |
| ---------- | ----- | ------- |
| Број људи: | 592   | 596     |
| Разлика:   |       | +0,67 % |

Према подацима о броју становника из 2011. године насеље је имало 571 становника.